# Fondazione Ranieri di Sorbello
La Fondazione Ranieri di Sorbello è un ente senza scopo di lucro con sede legale a Perugia, dedicato alla memoria di Uguccione Ranieri Bourbon di Sorbello.
Raccoglie l’eredità della cessata “Uguccione Ranieri di Sorbello Foundation”, attiva dal 1995 al 2012.

## Struttura organizzativa
La Fondazione Ranieri di Sorbello è regolata da uno statuto che indica obiettivi e struttura organizzativa, indicando altresì le cariche che compongono i vari organi dell’ente e modalità di selezione delle stesse.
Gli organi di cui è composta sono i seguenti:
- Consiglio di amministrazione
- Presidenza
- Segretario
- Collegio dei revisori
- Comitato scientifico
- Comitato esecutivo

## Obiettivi
La Fondazione Ranieri di Sorbello persegue finalità di pubblica utilità promuovendo la conoscenza del patrimonio culturale italiano, con particolare attenzione a quello della regione Umbria. Queste finalità si concretizzano con il sostegno ad interventi di restauro, attraverso attività di valorizzazione, conservazione e divulgazione del patrimonio culturale, portate avanti secondo le linee guida sancite dallo statuto della Fondazione stessa, volte in primis allo studio dell'insieme di collezioni artistiche, librarie e documentarie legate alla nobile famiglia perugina dei marchesi Ranieri Bourbon di Sorbello.

## La sede - Palazzo Sorbello
La sede della Fondazione Ranieri di Sorbello si trova presso Palazzo Sorbello, storica residenza nobiliare perugina la cui prima edificazione risale alla fine del XVI secolo. Dal 1780, in seguito alla vendita dell’edificio da parte del conte Antonio Eugeni al marchese Uguccione III Bourbon di Sorbello, il palazzo divenne la residenza principale della famiglia dei marchesi Bourbon di Sorbello (poi noti come Ranieri Bourbon di Sorbello.

I locali destinati alla Fondazione (amministrazione, depositi, biblioteca, archivio, ecc.) trovano spazio in alcuni ambienti del piano terra e del primo piano (o “piano nobile”) del palazzo.

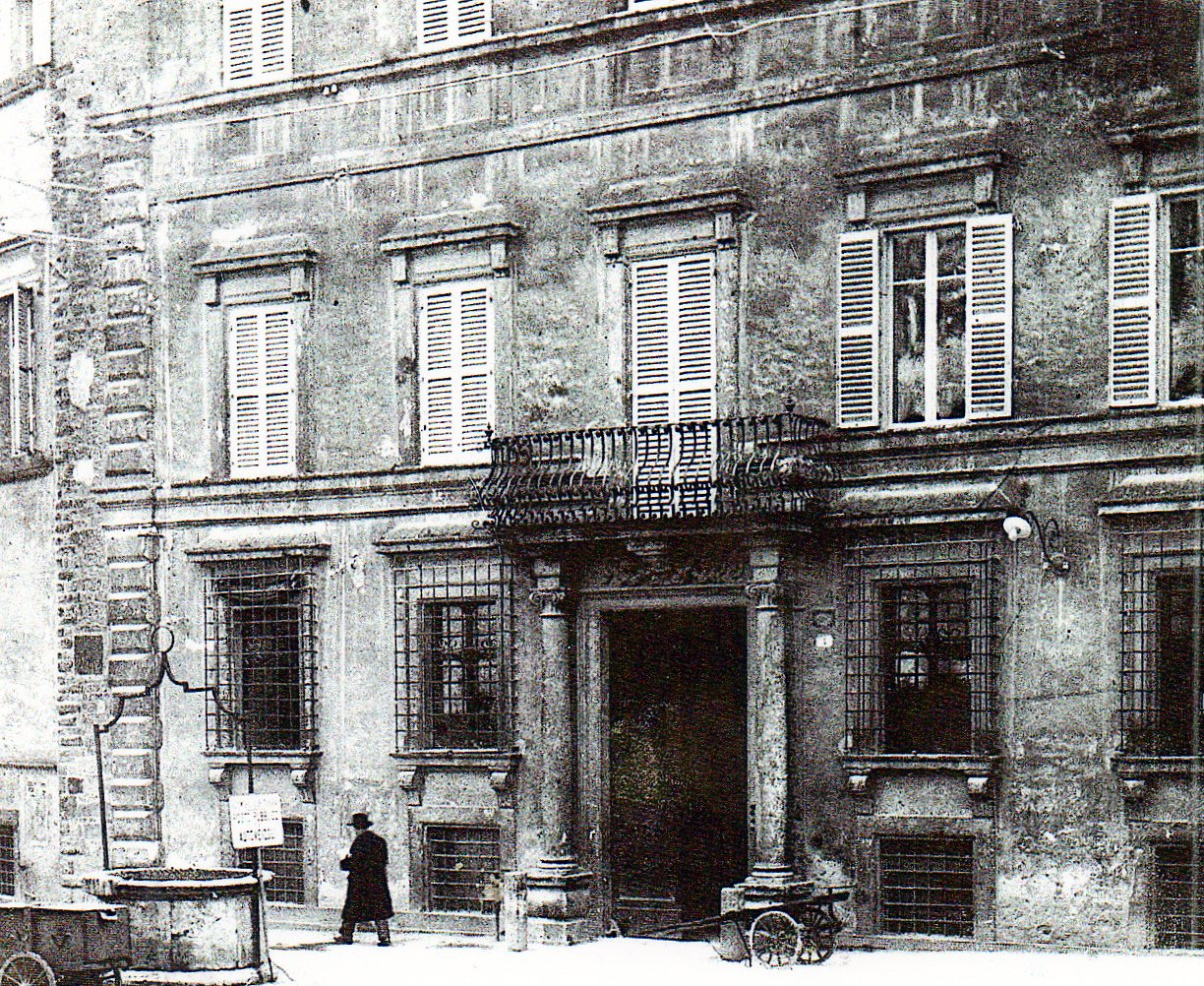
Palazzo Sorbello in una foto degli anni '40 del XIX sec.

## Storia dell’ente

### 1995-2012: laUguccione Ranieri di Sorbello Foundation(URSF)
La Uguccione Ranieri di Sorbello Foundation, alla cui cura vennero affidate le varie collezioni documentarie, librarie e d’arte della famiglia Ranieri Bourbon di Sorbello, venne istituita per volontà degli eredi di Uguccione Ranieri di Sorbello (1906-1969), scrittore, diplomatico e giornalista vissuto tra Italia e Stati Uniti.
La missione principale prefissata alla costituzione dell’ente fu quella di promuovere lo studio e la divulgazione della vita e delle opere di Uguccione Ranieri di Sorbello, promuovendo altresì progetti di ricerca su argomenti connessi (es. la storia locale e la storia della famiglia Ranieri di Sorbello; le relazioni fra Italia e Stati uniti; lo sviluppo dell’integrazione europea e argomenti concernenti l’attualità letteraria, culturale e artistica).
Ulteriori scopi prefissati furono:
- Custodia, schedatura e aggiornamento dei fondi della biblioteca, aperta al pubblico e consultabile dalla comunità internazionale degli studiosi fin dal 1998.[4] Venne mantenuta una politica di accesso liberale per studiosi, promuovendo ricerche attraverso scambi con istituzioni accademiche e culturali, italiane e internazionali, anche attraverso l’organizzazione di eventi culturali di varia natura (conferenze e convegni).

- Custodia e schedatura delle collezioni d’arte di famiglia, le quali, una volta catalogate vennero rese accessibili a studiosi di tutto il mondo, promuovendone una più ampia conoscenza anche attraverso l’organizzazione di mostre e la pubblicazione di cataloghi. Attraverso una politica di acquisizioni mirate, la URSF poté acquisire oggetti un tempo appartenuti alle stesse raccolte o che avessero con esse, e con il palazzo Ranieri di Sorbello, strette connessioni.

Al progredire delle attività di studio e schedatura collezioni si organizzarono delle prime aperture delle sale di Palazzo Sorbello ai visitatori (sezioni espositive, convegni, ecc.), fino al riallestimento di un vero e proprio percorso museale che culminò con l’apertura al pubblico della Casa Museo di palazzo Sorbello (2010).

### 2012-presente: laFondazione Ranieri di Sorbello(FRS)
Conclusasi l’esperienza della Uguccione Ranieri di Sorbello Foundation, nel 2012 venne formalmente inaugurata l’attività della Fondazione Ranieri di Sorbello (FRS), la quale in continuità con la precedente istituzione ne raccoglie gran parte degli obiettivi, delle funzioni e delle attività, unitamente all’eredità storico-artistica legata al patrimonio materiale e immateriale della famiglia Ranieri Bourbon di Sorbello, in merito al quale viene proseguita l’attività di conservazione e valorizzazione.

## Attività e progetti
A fianco di attività primarie quali la conservazione e tutela sia di valorizzazione del patrimonio della famiglia che gli ha dato vita, la Fondazione Ranieri di Sorbello porta avanti in maniera parallela e complementare attività quali la ricerca, la produzione e la divulgazione culturale.

### Tutela e valorizzazione del patrimonio della Fondazione
Dotata fin dagli esordi di un notevole patrimonio storico-artistico, biblioteca storica, archivi, raccolte e collezioni d’arte varia. La Fondazione ha portato avanti un’intensa attività di schedatura, catalogazione, organizzazione e ricerca sulle proprie collezioni con particolare riguardo alle vaste collezioni librarie e ai numerosi fondi d’archivio conservati presso la sede, inventariati e aperti alla consultazione.

### Contributo alle attività turistiche e culturali del territorio

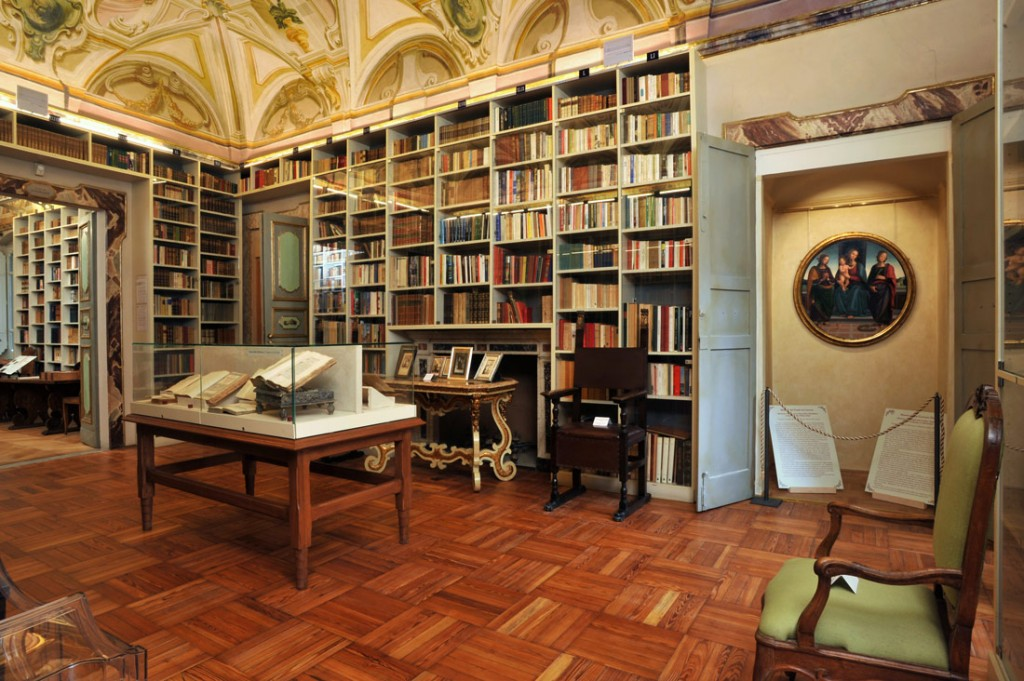
Palazzo Sorbello - Casa Museo: sala Diomede

Parte fondamentale delle attività della Fondazione sono le relazioni esterne che interessano i rapporti con il territorio. In questa categoria si annoverano le attività di costruzioni di reti turistico-museali, di partecipazione a mostre ed eventi, nonché la realizzazione di progetti di studio e di divulgazione svolti in relazione con istituzioni scolastiche ed educative, enti e istituzioni della città di Perugia, regionali, nazionali e internazionali.

### Attività museale

#### Palazzo Sorbello-Casa Museo (2010)
A parziale conclusione di una pluriennale attività di catalogazione ed inventariazione dell’intero patrimonio artistico venne realizzato il riallestimento di alcuni ambienti del piano nobile di Palazzo Sorbello secondo criteri museografici mettendo in mostra vari pezzi dalle collezioni di quadrerie, unitamente ad elementi di arredo e decorativi d’epoca, facenti parte del patrimonio della famiglia Ranieri Bourbon di Sorbello, seguendo una linea di narrazione storica e tematica.

Una prima valorizzazione delle collezioni d’arte della Fondazione avvenne a partire dal 1996 con l’organizzazione di mostre tematiche.

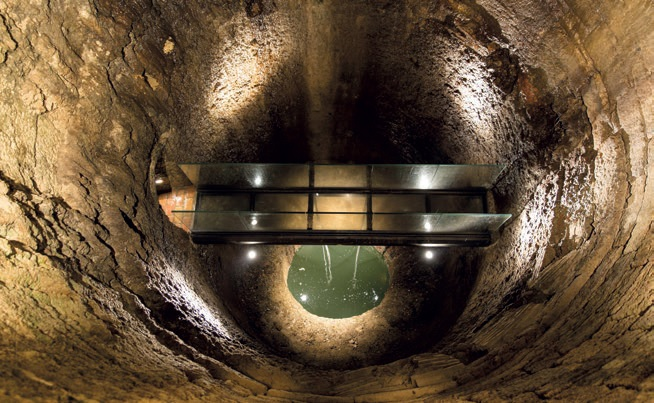
Pozzo etrusco (III sec. a.C.): veduta della cisterna

#### Pozzo etrusco (2016)
La Fondazione Ranieri di Sorbello, a seguito di donazione da parte della famiglia proprietaria, accorpa alle sue proprietà il sito archeologico perugino noto con il nome di Pozzo etrusco.
A partire dal 2016, dopo aver provveduto in collaborazione con il Comune di Perugia al restauro della struttura -sia internamente a livello statico ed estetico che esternamente e ad una nuova disposizione delle sale d’accesso al sito, è stata avviata la gestione museale del sito.

#### Sezioni espositive e mostre
In seno alle attività di gestione museale, seguendo le finalità di ricerca e valorizzazione delle collezioni della famiglia Ranieri di Sorbello, la FRS cura e promuove fin dai suoi esordi sezioni espositive attraverso l’allestimento di percorsi di visita tematici incentrati sulle collezioni artistiche, bibliografiche e documentarie.
Unitamente a questa attività interna partecipa, attraverso consulenze e prestiti di opere e materiale vario, ad eventi ed esposizioni nazionali:
- Idea del Bello: Viaggio per Roma nel Seicento con Giovan Pietro Bellori (Roma, Palazzo delle Esposizioni, 29 marzo 2000 – 26 giugno 2000)
- Il Neoclassicismo in Italia. Da Tiepolo a Canova, a cura di Fernando Mazzocca, Enrico Colle, Alessandro Morandotti, Stefano Susinno e Liliana Barroero (Milano, Palazzo Reale, 27 febbraio 2002 – 28 luglio 2002)
- Ottocento Città. Paesi e borghi umbri e dell’Italia Centrale nei dipinti del XIX secolo, a cura della provincia di Perugia (Spello, Villa Fidelia, 23 dicembre 2003 – 4 marzo 2004)
- Pittore Imperiale. Pietro Benvenuti alla corte di Napoleone e dei Lorena. (Firenze, Palazzo Pitti, Galleria d’Arte Moderna e Galleria Palatina, 10 marzo 2009 – 21 giugno 2009)
- Arte e patriottismo nell’Umbria del Risorgimento, a cura di Massimo Duranti, Domenico Cialfi, Alessandra Migliorati, Claudia Minciotti Tsoukas, Antonella Pesola, Mario Squadroni (Perugia, Palazzo Cesaroni, 30 ottobre 2011 – 20 dicembre 2011).
- L’altra metà del cielo. Sante e devozione privata nelle grandi famiglie fiorentine nei secoli XVII-XIX, a cura di Francesca Fiorelli Malesci, Giovanni Serafini (Firenze, Museo di Casa Martelli – Villa La Quiete, 05 dicembre 2014 – 11 aprile 2015)
- Baldassarre Orsini tra arte e scienza (1732 – 1810), a cura di Cettina Lenza (Perugia, Galleria Nazionale dell’Umbria, 14 aprile – 4 giugno 2017)
- Tutta l’Umbria una mostra. La mostra del 1907 e l’arte umbra tra Medioevo e Rinascimento, a cura di Cristina Galassi e Marco Pierini (Perugia, Galleria nazionale dell’Umbria 11 marzo – 10 giugno 2018)

### Convegni e conferenze
- Giornata degli Alleati, Convegno internazionale di studi, Perugia, 12 gennaio 1999
- Biblioteche nobiliari e circolazione del libro tra Settecento e Ottocento, Convegno nazionale di studi, Perugia, Palazzo Sorbello, 29-30 giugno 2001
- Educare la nobiltà, Convegno nazionale di studi, Perugia, palazzo Sorbello, 18-19 giugno 2004
- Le biblioteche e gli archivi durante la seconda guerra mondiale, Convegno nazionale di studi, Perugia, 1-3 dicembre 2005
- Il viaggio e i viaggiatori in età moderna. Gli inglesi in Italia e le avventure dei viaggiatori italiani, Convegno internazionale di studi, Perugia, Palazzo Sorbello, 10-12 maggio 2007
- I talenti femminili alle origini dell’imprenditoria umbra, Convegno di studi, Perugia, Palazzo della Provincia, 14 marzo 2012
- Case Museo, famiglie proprietarie e loro collezioni d’arte. Esperienze a confronto / House Museums, the Owners and their Art Collections. Comparing Experiences, Convegno internazionale di studi, Perugia, 18-20 aprile 2012
- Presenza ebraica e feudalità fra Stato pontificio e Granducato di Toscana (sec. XV-XIX), Convegno internazionale di studi, Monte Santa Maria Tiberina (PG), 3 ottobre 2012
- Governanti e istitutrici tra Ottocento e Novecento. Ruolo sociale e immagini letterarie / Governesses and Tutors in the 19th and 20th Centuries. Social role and Literary Images, Convegno internazionale di studi, Perugia, 24-25 maggio 2019

### Attività editoriali
La Fondazione Ranieri di Sorbello svolge attività di casa editrice, in continuità con la Uguccione Ranieri di Sorbello (1996-2011). L’attività è incentrata principalmente sulla produzione di studi e saggi di storia, storia dell’arte e altri argomenti connessi alle prerogative della Fondazione stessa così come stipulati nel mission statement. (es. cataloghi d’arte delle collezioni e delle mostre temporanee tenute presso la Casa Museo; studi su Uguccione Ranieri di Sorbello e ripubblicazione delle sue opere, studi ed approfondimenti sulle vicende storiche della seconda guerra mondiale in Umbria e in Italia centrale, ecc.)
Similmente, la Fondazione Ranieri di Sorbello prende parte, in collaborazione con altre case editrici, alla pubblicazione di articoli, saggi, cataloghi e periodici i cui argomenti vadano ad intersecarsi con gli obiettivi di studio e ricerca prefissati come da statuto.

## Collegamenti e collaborazioni nazionali ed internazionali
Molte attività e progetti della Fondazione Ranieri di Sorbello si fondano sulla base di rapporti di collaborazione, scambio e integrazione con varie istituzioni culturali e associative, in particolare con quelle che, a livello nazionale e internazionale, si interessano della realtà delle dimore storiche:
- Associazione Italiana Biblioteche (AIB)
- Associazione Dimore Storiche Italiane (ADSI)
- Associazione “AMICI DI DOCCIA”
- Commissione Case Museo ICOM Italia[11]
- Comitato Internazionale ICOM DEMHIST

### La Romeyne Robert and Uguccione Sorbello Foundation
La Fondazione Ranieri di Sorbello mantiene un legame internazionale con la Romeyne Robert and Uguccione Sorbello Foundation, organizzazione costituita nel 2012. Questo ente, dedicato a Romeyne Robert (1878-1941) e suo figlio Uguccione Ranieri di Sorbello (1906-1969) ha come scopo la creazione di ponti culturali tra gli Stati Uniti e l'Italia attraverso attività di studio e ricerca su tematiche legate alle discipline umanistiche.